# The Moon and the Nightspirit
The Moon and the Nightspirit — венгерский пейган-фолк дуэт, основанный в 2003 году.

## История
В состав группы входят Агнеш Тот (женский вокал, скрипка, морин хуур, духовые инструменты, перкуссия) и Михали Сабо (мужской вокал, акустическая гитара, акустическая бас-гитара, перкуссия). Агнеш и Михали не имеют музыкального образования, успехов в музыке они достигли благодаря самообразованию. До The Moon and the Nightspirit музыканты играли в готической группе Evensong.
Песни с дебютного альбома Of Dreams Forgotten and Fables Untold были написаны преимущественно на английском языке, но были и две на венгерском. Мягкий и меланхоличный альбом по звучанию напоминает Ataraxia и Chandeen. Концерты с живым выступлением артистов транслировались на Национальном Венгерском телевидении.
Второй альбом — Regő Rejtem (букв. «Я взываю к магии»), полностью написан на венгерском языке. В поддержку этого альбома группа выступила на многих крупных фестивалях, таких как Wave-Gotik-Treffen (Германия) и Castle Party (Польша).
В 2009 году группа выпустила свой третий альбом Ősforrás, основанный на «древней мудрости» и природном мистицизме. Журнал Side Line назвал этот альбом лучшим за всю историю группы.
В 2011 году вышел четвёртый альбом Mohalepte (букв. «Поросший мхом»), посвященный теме древнего волшебного леса, в который приходит человек, чтобы найти душевный покой. Последний альбом группы — Aether (2020) был встречен положительными рецензиями.

## Творчество
В своем творчестве музыканты используют древние народные инструменты, такие как гусли, варган, монгольский морин хуур и словацкие пастушьи трубы фуяра. В основе их песен лежат древние сказания, языческие легенды и шаманизм.
Обложки всех альбомов и рисунки в буклетах выполнены самой Агнеш Тот.

## Дискография
- Of Dreams Forgotten and Fables Untold (2005)
- Regõ Rejtem (2007)
- Ősforrás (2009)[3]
- Mohalepte (2011)[4]
- Holdrejtek (2014)[4]
- Metanoia (2017)[4]
- Aether (2020)[5][4][6]